# ديرما (مسيسيبي)
ديرما (بالإنجليزية: Derma, Mississippi)‏ هي بلدة تقع في مقاطعة كالهون (مسيسيبي) بولاية مسيسيبي في الولايات المتحدة. تبلغ مساحتها 2.9 (كم²)، وترتفع عن سطح البحر 89 م، بلغ عدد سكانها 1023 نسمة في عام 2000 حسب إحصاء مكتب تعداد الولايات المتحدة وتصل الكثافة السكانية فيها 351.1 نسمة/كم2.

## التركيبة السكانية
حدّد مكتب تعداد الولايات المتحدة بيانات التركيبة السكانية لديرما في تعداد الولايات المتحدة. في ما يلي، التركيبة السكانية حسب تعدادي 2000 و2010.

### تعداد عام 2000
بلغ عدد سكان ديرما 1,023 نسمة بحسب تعداد عام 2000، وبلغ عدد الأسر 374 أسرة وعدد العائلات 288 عائلة مقيمة في البلدة. في حين سجلت الكثافة السكانية 222.9 نسمة لكل كيلومتر مربع (577.3/ميل2). وبلغ عدد الوحدات السكنية 397 وحدة بمتوسط كثافة قدره 86.5 لكل كيلومتر مربع (224.0/ميل2).
وتوزع التركيب العرقي للبلدة بنسبة 41.45% من البيض و57.67% من الأمريكيين الأفارقة و0.10% من الأمريكيين الأصليين و0.10% من سكان جزر المحيط الهادئ و0.10% من الأعراق الأخرى و0.59% من عرقين مختلطين أو أكثر و0.39% من الهسبانيون أو اللاتينيون من أي عرق.
بلغ عدد الأسر 374 أسرة كانت نسبة 48.1% منها لديها أطفال تحت سن الثامنة عشر تعيش معهم، وبلغت نسبة الأزواج القاطنين مع بعضهم البعض 47.1% من أصل المجموع الكلي للأسر، ونسبة 24.6% من الأسر كان لديها معيلات من الإناث دون وجود شريك،  بينما كانت نسبة 5.3% من الأسر لديها معيلون من الذكور دون وجود شريكة وكانت نسبة 23% من غير العائلات. تألفت نسبة 22.2% من أصل جميع الأسر من عدة أفراد يعيشون في نفس المنزل ونسبة 10.4% كانت تتألف من شخص يعيش بمفرده يبلغ من العمر 65 عاماً أو أكثر. وبلغ متوسط حجم الأسرة المعيشية 2.74، أما متوسط حجم العائلات فبلغ 3.20.
بلغ العمر الوسطي للسكان 32.2 عاماً. وكانت نسبة 31.3% من القاطنين تحت سن الثامنة عشر، وكانت نسبة 8.8% بين الثامنة عشر والرابعة والعشرين عاماً، ونسبة 28.8% كانت واقعةً في الفئة العمرية ما بين الخامسة والعشرين والرابعة والأربعين عاماً، ونسبة 19.5% كانت ما بين الخامسة والأربعين والرابعة والستين، ونسبة 11.6% كانت ضمن فئة الخامسة والستين عاماً فما فوق. يوجد لكل 100 أنثى 80.1 ذكر، ويوجد لكل 100 أنثى في الثامنة عشر من عمرها فما فوق 74.0 ذكر.
بلغ متوسط دخل الأسرة في البلدة 22,344 دولارًا، أما متوسط دخل العائلة فبلغ 31,000 دولارًا. وكان متوسط دخل الذكور 22,130 دولارًا مقابل 16,364 دولارًا للإناث. وسجل دخل الفرد الخاص بالبلدة 14,274 دولارًا. وكانت نسبة 17.6% من العائلات ونسبة 18.6% من السكان تحت خط الفقر، وكان من هؤلاء نسبة 23.8% تحت سن الثامنة عشر ونسبة 20.3% في الخامسة والستين من العمر وما فوق.

### تعداد عام 2010
بلغ عدد سكان ديرما 1,025 نسمة بحسب تعداد عام 2010، وبلغ عدد الأسر 412 أسرة وعدد العائلات 285 عائلة مقيمة في البلدة. في حين سجلت الكثافة السكانية 223.3 نسمة لكل كيلومتر مربع (578.3/ميل2). وبلغ عدد الوحدات السكنية 468 وحدة بمتوسط كثافة قدره 102 لكل كيلومتر مربع (264.2/ميل2).
وتوزع التركيب العرقي للبلدة بنسبة 36.98% من البيض و60.98% من الأمريكيين الأفارقة و0.10% من الأمريكيين الأصليين و1.27% من الأعراق الأخرى و0.68% من عرقين مختلطين أو أكثر و1.37% من الهسبانيون أو اللاتينيون من أي عرق.
بلغ عدد الأسر 412 أسرة كانت نسبة 34.7% منها لديها أطفال تحت سن الثامنة عشر تعيش معهم، وبلغت نسبة الأزواج القاطنين مع بعضهم البعض 37.6% من أصل المجموع الكلي للأسر، ونسبة 26.9% من الأسر كان لديها معيلات من الإناث دون وجود شريك،  بينما كانت نسبة 4.6% من الأسر لديها معيلون من الذكور دون وجود شريكة وكانت نسبة 30.8% من غير العائلات. تألفت نسبة 29.4% من أصل جميع الأسر من عدة أفراد يعيشون في نفس المنزل ونسبة 11.2% كانت تتألف من شخص يعيش بمفرده يبلغ من العمر 65 عاماً أو أكثر. وبلغ متوسط حجم الأسرة المعيشية 2.49، أما متوسط حجم العائلات فبلغ 3.06.
بلغ العمر الوسطي للسكان 37.0 عاماً. وكانت نسبة 27.8% من القاطنين تحت سن الثامنة عشر، وكانت نسبة 8.3% بين الثامنة عشر والرابعة والعشرين عاماً، ونسبة 23% كانت واقعةً في الفئة العمرية ما بين الخامسة والعشرين والرابعة والأربعين عاماً، ونسبة 27.6% كانت ما بين الخامسة والأربعين والرابعة والستين، ونسبة 13.3% كانت ضمن فئة الخامسة والستين عاماً فما فوق. وتوزع التركيب الجنسي للسكان بنسبة 47.7% ذكور و52.3% إناث.

## أعلام
- غلين هاردين

## وصلات خارجية
- The US50 - Cities and Towns in Mississippi State
- Mississippi Cities and Towns, Facts, Map, Flag, Colleges, Government, and More